# Ahmasjärvi
Ahmasjärvi är en sjö i Finland nära byn Ahmas. Den ligger i kommunen Utajärvi i landskapet Norra Österbotten, i den centrala delen av landet, 500 km norr om huvudstaden Helsingfors. Sjön hör till Ule älvs vattendrag och avrinner följaktligen genom Ule älv till Bottenviken.
Bottnen i den grunda sjön består dels av sand och dels av dy. Området omkring sjön är sand- respektive myrmark. Stränderna består för det mesta av åkrar. Stränderna längs nästan hela sjön är igenvuxna av sjöfräken och vass.
Ahmasjärvi ligger 99 meter över havet. I omgivningarna runt Ahmasjärvi växer i huvudsak barrskog. Arean är 3,77 kvadratkilometer och strandlinjen är 10,52 kilometer lång. Sjön  ingår i Uleälvens huvudavrinningsområde. 

## Fågelsjö
Ahmasjärvi är en betydande fågelsjö. Över 30 fågelarter häckar regelbundet vid sjön. Vadarfåglar av arten rödbena hör till rariteterna då de normalt inte häckar i inlandet. Skäggdoppingsbeståndet är stort - under högsommaren hör en flock på cirka 200 skäggdoppingar ute på fjärden till det normala. På den sydöstra stranden byggdes år 1997 ett 5 m högt torn för maximalt 10 fågelskådare.
Maj är den bästa månaden för fågelskådning vid sjön. Då har både häckande och flyttfåglar på väg norrut tagit sig till sjön. Hundratals skratt- och dvärgmåsar häckar under juni månad. Mången sjöfågel häckar samtidigt under skyddet av måsarna. De vanligaste arterna är bläs- och stjärtand samt kricka och vigg. Fågelarter som fiskgjuse, små- resp. storlom häckar i närheten av sjön. De ses fånga fisk ur sjön. Till de sporadiskt häckande fågelarterna hör bland annat gyllensparv och snatterand. Till hösten tystnar fågellivet. I oktober kan dock hundratals storskrakar ses fånga fisk ur Ahmasjärvi.